# 일리야 이틴
일리야 이틴(러시아어: Илья Итин, 1967년 4월 3일 예카테린부르크 ~ )은 러시아의 국제적으로 유명한 콘서트 피아니스트며 현재 뉴욕시에 거주한다.

## 수상
1991년 지나 박하워 국제 피아노 콩구르에서 3등

## 활동

### 공연
일리야 이틴은 솔로로 유럽, 아시아, 남미, 미국을 순방공연하였다. 그는 클리블랜드 오케스트라, 상트페테르부르크 필하모닉 오케스트라, 도쿄 교향악단, 로체스터 필하모닉 오케스트라, 이스라엘 카마라타 예루살렘, 중국 국립 교향악단, 빌켄트 심포니 오케스트라, 인도 심포니 오케스트라, 멕시코 시티 필하모닉, 런던 필하모닉 오케스트라에 공연하였다.
그는 사이먼 래틀, 네메 제르비, 크리스토프 본 도나니, 야콥 크라이츠베르크, 바실리 시나이스키, 바렐리 폴랸스키, 미하일 플레트뇨프, 윌리엄 놀와 같은 유명한 지휘자와 함께 전 세계에 연주하였다.

### 음악 교수
이틴은 뉴욕시립대 골란드스키 기관 (Golandsky Institute) 석사 프로그램 교수로 일한다. 그는 또한 줄리아드 학교와 피바디 음악원 피아노 학부 초빙 교수로 정기적으로 가르친다.